# Turnul din Hanoi

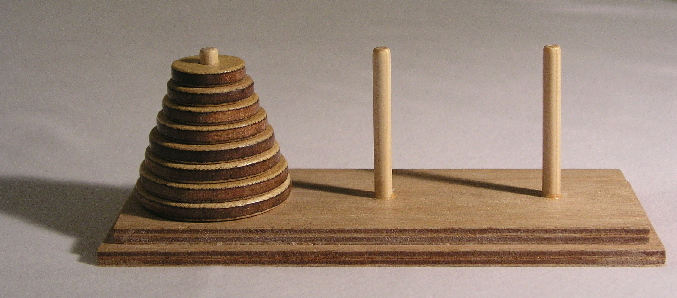
Un model al Turnului din Hanoi (cu 8 discuri)

O rezolvare animată a Turnului din Hanoi cu 4 discuri.

Turnul din Hanoi sau Turnurile din Hanoi este un joc matematic sau puzzle. Este format din trei tije și un număr variabil de discuri, de diferite mărimi, care pot fi poziționate pe oricare din cele 3 tije. Jocul începe având discurile așezate în stivă pe prima tijă, în ordinea mărimii lor, astfel încât să formeze un turn.
Scopul jocului este acela de a muta întreaga stivă de pe o tijă pe alta, respectând următoarele reguli:
- Doar un singur disc poate fi mutat, la un moment dat.
- Fiecare mutare constă în luarea celui mai de sus disc de pe o tija și glisarea lui pe o altă tijă, chiar și deasupra altor discuri care sunt deja prezente pe acea tijă.
- Un disc mai mare nu poate fi poziționat deasupra unui disc mai mic.

Cu 3 discuri, jocul se rezolvă în 7 mișcări. Numărul minim de mișcări pentru a rezolva jocul este {\displaystyle 2^{n}-1}.